# Époque Sanzan

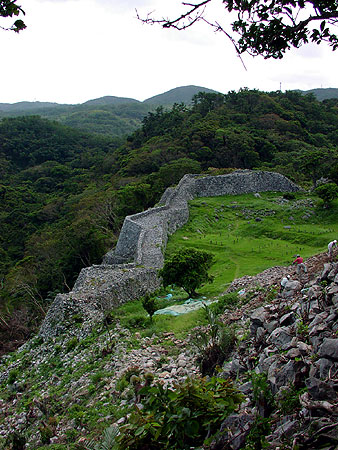
construit au cours de l'époque Sanzan

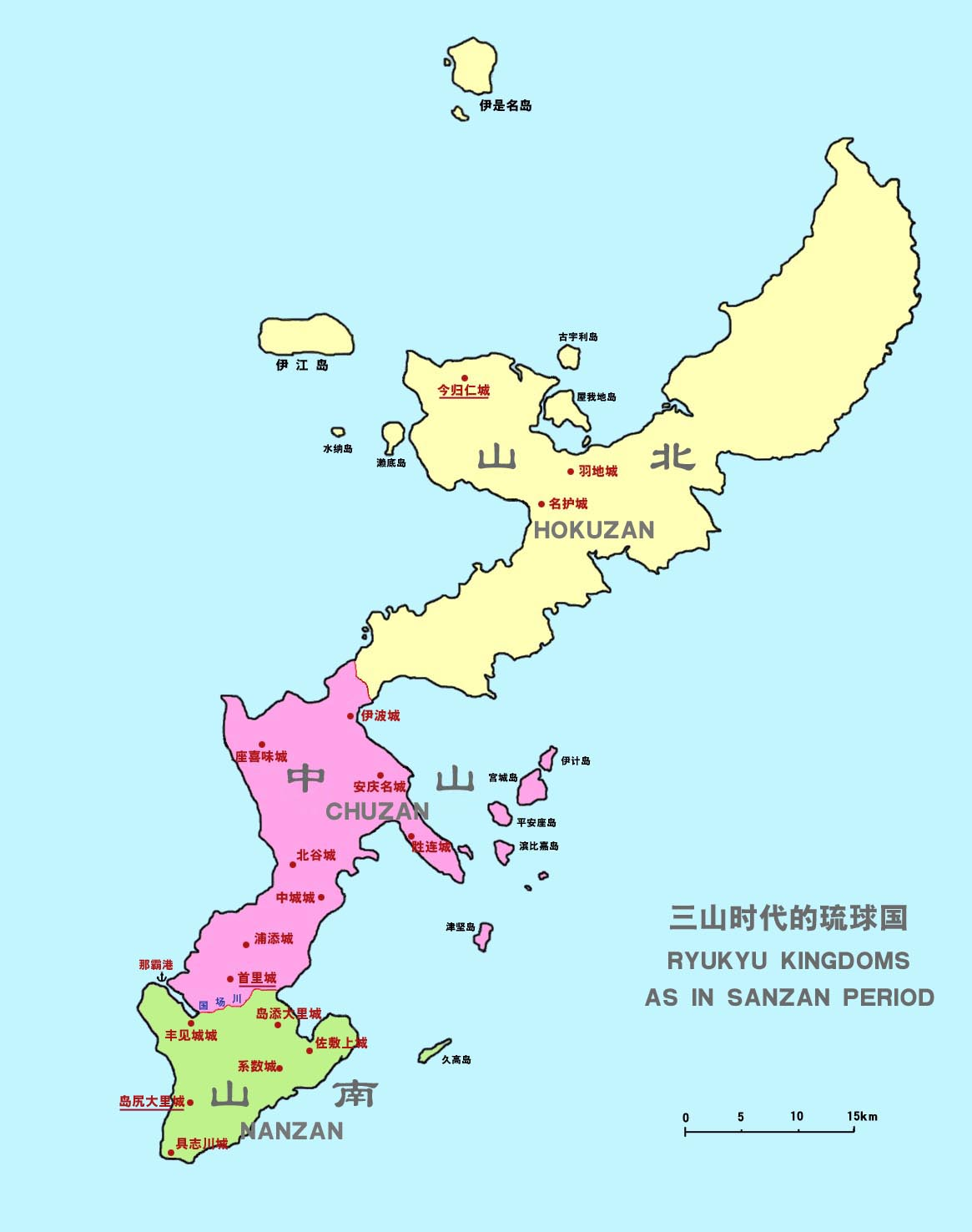
Okinawa à l'époque de Sanzan

L'époque Sanzan (三山時代, Sanzan-jidai, « époque des trois montagnes ») est une période de l'histoire du royaume de Ryūkyū qui s'étend de 1314 jusqu'à 1429.
Le début du XIIIe siècle est témoin d'une multiplication des constructions de gusuku par un certain nombre de puissants rois conduisant à l'émergence de trois royaumes au XIVe siècle : Nanzan (南山, littéralement  « montagne du sud », aussi appelé Sannan), Chūzan (中山, littéralement « montagne du centre ») et Hokuzan (北山, littéralement « montagne du nord », aussi appelé Sanhoku) (d'où le nom de l'époque qui se traduit par trois montagnes). Ces trois royaumes existent approximativement pendant 100 ans jusqu'à ce que Shō Hashi, le souverain de Chūzan, annexe les royaumes de Hokuzan en 1416 et de Nanzan en 1429, unifiant ainsi le royaume de Ryūkyū.

## Sources contemporaines
Okinawa ne dispose pas de documents spécifiques de l'époque de Sanzan. Les sources contemporaines sont limitées aux dossiers diplomatiques chinois et, dans une moindre mesure, coréens. Ils se présentent de façon fragmentaire et probablement éclipsés par des fictions diplomatiques. Étant donné que les sources chinoises enregistrent simplement les dirigeants locaux qui ont communiqué avec la Chine, ils n'excluent pas la possibilité que d'autres dirigeants locaux ont coexisté sans établir de contacts diplomatiques. Pour cette raison, la situation réelle d'Okinawa reste largement un mystère.
Selon les « Véritables documents Ming », la dynastie Ming nouvellement formée envoie en 1372 des émissaires vers ce qui s'appelle les « États de Ryūkyū », parmi beaucoup d'autres pays, pour instaurer des relations tributaires. En réponse, un dirigeant désigné comme Satto, le roi de Chūzan, envoie son frère cadet Taiki pour rendre hommage. En 1380, le roi de Sannan Shōsatto envoie une mission en Chine des Ming, suivie par le roi Haniji de Sanhoku en 1383. Les noms « Sanhoku » et « Sannan » sont apparemment Chūzan-centrique. L'origine historique de ces noms n'est pas claire.
La perception de la Chine des Ming de la coexistence à l'époque de Sanzan se trouve dans un article de 1383 des Véritables documents, fondé sur un rapport de l'envoyé Ming qui a visité Okinawa en 1382. Les Ming considèrent qu'il existe dans la région trois dirigeants engagés dans un conflit. Ils les reconnaissent comme « rois » et appellent à la paix.
Pour ce qui concerne le roi Sanhoku, les Véritables documents citent les noms qui ne semblent pas être d'Okinawa de trois rois, Haniji, Min et Han'anchi mais ne mentionnent pas leurs relations de sang. Le dernier contact de Sanhoku date de 1416. 
Les mentions de Sannan sont plus complexes. Les missions diplomatiques menées au nom du roi de Sannan Shōsatto durent de 1380 à 1396. Une caractéristique inhabituelle de Sannan est que le « plus jeune frère du père du roi », (王叔) Ōeijin envoie également des émissaires de 1388 à 1397. En 1403, Ōōso, qui prétend être le jeune frère ou le cousin de Shōsatto, rapporte la mort de ce dernier en 1403 et est reconnu comme le roi de Sannan l'année suivante. En 1415, le prince héritier Tarumi signale que le roi Ōōso a été assassiné par son « frère ainé » Tabuchi. La relation de sang de Tarumi avec Ōōso n'est pas mentionnée. Comme le roi de Sannan, Tarumi envoie des émissaires de 1416 à 1429.
Les Annales de la dynastie Joseon de Corée font état de mystérieux événements à propos de Sannan. En 1394, le roi de Chūzan Satto demande à la Corée le retour du « prince de Sannan » (山南王子) Shōsatto, qui s'est prétendument enfui en Corée. En 1398, le roi de Sannan Onsadō fuit en Corée après avoir été exilé par le roi de Chūzan. Il y meurt la même année. Ces documents contredisent clairement les  Véritables documents, soulevant des questions relativement à la fiabilité des rapports diplomatiques d'Okinawa vis-à-vis des pays étrangers.
Chūzan envoie des émissaires en Chine beaucoup plus fréquemment que Sanhoku et Sannan. Le roi de Chūzan rend ses hommages tous les deux ans de 1372 à 1382 et après une ou deux fois par an. Les missions de Chūzan ont également la particularité, pour certaines d'entre elles, d'être envoyées au nom du prince héritier alors qu'elles devraient l'être par le roi. En 1404, le prince héritier Bunei rapporte la mort du roi Satto et est reconnu comme le roi suivant. En 1407, l'envoyé du prince héritier Shishō signale le décès de son « père » Bunei pour demander l'approbation de la succession au trône. Un article de 1425 dans les Véritables documents indique que la Chine des Ming laisse le prince héritier Shō Hashi succéder au défunt roi Shishō.
Les historiens notent des caractéristiques suspectes dans les missions diplomatiques de Sanzan. Alors que la Chine des Ming fournit des navires et leurs équipages à Chūzan et Sannan, Sanhoku ne possède aucun de ces documents. Cela peut expliquer pourquoi les missions de Sanhoku coïncident presque toujours avec celles de Chūzan, même s'ils sont prétendument en conflit. De plus, le personnel dans les missions semble avoir été commun. Par exemple, Sangurumi, envoyé en Chine par le roi de Sannan en 1392, prétendu être un neveu (姪) du roi Shōsatto. Dans les missions de Chūzan cependant, il paraît comme un neveu du (従子) roi Satto de Chūzan en 1403 et un neveu (姪) du roi Bunei de Chūzan en 1404. Même si l'historien Wada Hisanori le considère comme une seule et même personne portant des noms différents, il reconnaît que les envoyés et les navires du roi Tarumi de Sannan se confondent avec ceux du roi de Chūzan,,,.
Les « Annales de la Dynastie Joseon » indiquent qu'en 1418, Katsuren, le deuxième fils du roi de Chūzan, veut développer le commerce avec la Corée et envoie des navires qui transportent des marchandises chinoises et sud-asiatiques. Les historiens ne s'accordent pas sur sa véritable identité.
Les historiens observent que les Véritables documents ne font aucune mention de l'unification supposée. La seule chose qui peut être déduite des documents est que Sanhoku et Sannan cessent d'envoyer des missions diplomatiques. Le roi de Chūzan conserve son titre même après qu'il est devenu le seul dirigeant de l'État de Ryūkyū.
En 1416, le shogun Ashikaga envoie une lettre en réponse au yo-no-nushi de l'État de Ryūkyū (りうきう國のよのぬし). Ce document rare n'a été conservé que du côté japonais.

## Récit ultérieurs d'Okinawa
Les propres récits d'Okinawa relatifs à Sanzan sont collationnés des siècles plus tard par Ryūkyū. Les principaux livres d'histoire sont le Chūzan Seikan (1650), l'édition de Sai Taku du Chūzan Seifu (1701), l'édition révisées par Sai On du Chūzan Seifu (à partir de 1724) et le Kyūyō (1745). Ils reflètent dans une certaine mesure la tradition historique d'Okinawa. Ce sont, cependant, des tentatives désespérées de concilier des sources contradictoires. Sai On, en particulier, réécrit longuement l'édition du  Chūzan Seifu de son père en utilisant des sources chinoises nouvellement obtenues. En conséquence, il endommage sa valeur historique, du point de vue des historiens modernes. Par ailleurs, l'Omoro Sōshi (1623) est utile pour la compréhension de la propre vision du monde d'Okinawa bien qu'il s'agit d'une compilation de poèmes et en aucun cas d'un livre d'histoire.
Le Chūzan Seikan et l'édition de Sai Taku du Chūzan Seifu suivent des sources chinoises en ce qu'elles concernent les régimes politiques supposés de Sanhoku, Chūzan et Sannan. Pour une raison inconnue, cependant, Sai On a changé les noms de Sanhoku et Sannan pour Hokuzan (北山) et Nanzan (南山) respectivement. La vision du monde présentée dans l'Omoro sōshi est très différente de celle des livres d'histoire. La perception qu'Okinawa a été divisé par trois régimes politiques est absente de l'anthologie de poèmes qui n'utilise jamais les termes de Sanzan, Sanhoku, Chūzan ou Sannan. Le souverain de Nakijin est appelé Aji Nakijin . Le supposé roi de Sannan est Aji Ōzato. Il est alternativement appelé Shimo no yo-no-nushi (下の世の主). Ils ne sont pas différents des autres dirigeants régionaux.
Selon les livres d'histoire officiels de Ryūkyū, le roi Tamagusuku, qui a maintenu un régime politique unifié, a perdu le soutien des dirigeants locaux. Les gens dans le sud suivent l'Aji Ōzato tandis que la région du Nord est contrôlée par l'Aji Nakijin. En d'autres termes, ces livres identifient l'Aji Nakijin comme le roi de Sanhoku et l'Aji Ōzato comme le roi de Sannan. La plupart des historiens modernes remettent en question cette division présumée parce qu'ils ne soutiennent pas l'existence d'une entité politique unifiée sur Okinawa avant la « réunification » du XVe siècle.
Aucun nom personnel n'est cité pour l'Aji Nakijin dans le Chūzan Seikan ou l'édition de Sai Taku du Chūzan Seifu. On ignore combien de souverain ont porté le titre à Ryūkyū. L'édition de Sai On du Chūzan Seifu ajoute trois noms personnels, Haniji, Min et Han'anchi, issus d'une source chinoise et non de sources propres à Okinawa.
De même, le  Chūzan Seikan et l'édition de Sai Taku du Chūzan Seifu ne fournissent pas de noms personnels des Aji Ōzato. Les noms de Shōsatto, Ōōso et Tarumi, ajoutés par Sai On au Chūzan Seifu, ne sont pas fondés sur la tradition d'Okinawa. Un autre problème conserve l'identification du lieu appelé « Ōzato ». Il existe deux candidats pour cet endroit :  Shimasoe-Ozato dans l'actuelle ville de Nanjō et Shimajiri-Ozato, moderne Itoman. En outre, l'Omoro Sōshi divise la partie sud d'Okinawa en trois régions : la région de l'Est (couvrant Shimasoe-Ozato), la région centrale et la région de l'ouest (dont Shimajiri-Ōzato). Le Chūzan Seifu identifie l'Aji Shimasoe-Ōzato  comme le roi de Sannan, ce qui semble refléter les propres récits d'Okinawa. Toutefois, les deux éditions du Chūzan Seifu identifient Shimajiri-Ōzato au château de Sannan.
Selon le Chūzan Seikan, le domaine du Aji Nakijin comprend Haneji, Nago, Kunigami, Kin, Ie et Iheya. L'Aji Ōzato contrôle les 11 régions de Sashiki, Chinen, Tamagusuku, Gushikami, Kochinda, Shimajiri-Ōzato, Kyan, Mabuni, Makabe, Kanegusuku et Tomigusuku. Le roi de Chūzan soumet Naha, Tomari, Urasoe, Kitatan, Nakagusuku, Goeku, Yomitanzan, Gushikawa, Katsuren et Shuri. Shuri est considérée comme la capitale éternelle du roi de Chūzan. Cependant, il est clair à partir de témoignages littéraires et des découvertes archéologiques qu'Urasoe est le centre du plus puissant système politique de l'île avant que la capitale ne soit transférée à Shuri.
Au roi Tamagusuku de Chūzan succède le roi Seii. Après la mort de Seii, le peuple dépose le prince héritier et intronise Satto, souverain de Urasoe, en 1350 Bien que son existence est soutenue par des sources contemporaines, sa vie est colorée par la mythologie : il est fils d'un humble fermier et d'une jeune fille cygne. Pendant son règne, il commence à rendre hommage à la Chine des Ming. En outre, il reçoit le tribut des groupes d'îles du sud de Miyako et Yaeyama pour la première fois dans l'histoire. Son fils Bunei succède à Satto en 1395.
Bien que les livres d'histoire s'accordent à dire que Shō Hashi unifie Sanzan, les comptes-rendus du processus d'unification contiennent des incohérences non négligeables. Le plus ancien Chūzan Seikan déclare qu'après que Shō Hashi a succédé à son père Shishō comme aji Sashiki en 1402, il renverse le roi de Sannan et s'empare de son titre. Il renverse ensuite le roi Bunei de Chūzan en 1421 pour devenir lui-même le roi de Chūzan. Il tue finalement le roi de Sanhoku en 1422. L'édition de Sai Taku du Chūzan Seifu suit généralement le Chūzan Seikan. Cependant, il date la conquête de Chūzan par Shō Hashi de 16 ans plus tôt que le Chūzan Seikan. Il prétend également que Shō Hashi installe son père Shishō come roi de Chūzan à sa place. Shō Hashi ne devient roi de Chūzan seulement après le décès de Shishō en 1421. L'édition de Sai On du Chūzan Seifu est radicalement différente de ces deux livres. Il affirme que Shō Hashi vainc le roi de Chūzan et installe son père Shishō en 1406. Il conquiert Hokuzan (Sanhoku) en 1416 et Nanzan (Sannan) en 1429,.
Le Chūzan Seikan paraît suivre la tradition propre d'Okinawa. Sai Taku « corrige » le Chūzan Seikan avec des documents chinois qui indiquent que Shishō, prince héritier de Chūzan, rapporte le décès de « son père » Bunei. La révision drastique de Sai On se fonde également sur des registres chinois. Le dernier contact diplomatique de Sannan date de 1429 tandis que celui de Sanhoku date de 1416. De ces documents, Sai On déduit naïvement que ces deux entités politiques ont cessé d'exister immédiatement après les derniers contacts,.

## Interpretations
Les historiens modernes ont également du mal à résoudre certaines contradictions. Contrairement à Sai On, Wada Hisanori attache de l'importance au Chūzan Seifu. Il identifie Tarumi comme le fils aîné de Shō Hashi et conclut que le roi Tarumi de Sannan est un pantin de Chūzan. Selon Wada, Shō Hashi renverse le roi de Sannan en 1403 pour monter sur le trône. Il renverse le roi Bunei de Chūzan en 1405 et installe son père Shishō comme roi de Chūzan. Il donne le titre de roi de Sannan à son fils Tarumi en 1415 pour devenir le prince héritier de Chūzan. Il succède à son père Shishō comme roi de Chūzan en 1422. Après la mort de Tarumi autour de 1429, Shō Hashi abolit officiellement le titre de roi de Sannan. La raison pour laquelle Shō Hashi maintient nominalement le roi de Sannan est qu'il veut conserver le rentable commerce chinois menée sous le nom du roi de Sannan.
Ikuta Shigeru propose une interprétation encore plus radicale de Sanzan. Il rejette les récits ultérieurs d'Okinawa comme de simples légendes. Il fait valoir que le roi de Sannan est sous le contrôle du roi de Chūzan dès le début. En raison du manque de preuves suffisantes, il s'abstient de déterminer la relation de Sanhoku avec Chūzan. Il met en relation ces supposées intrigues avec la politique de la Chine des Ming appelée haijin (bannissement des mers). Contrairement à la précédente dynastie Yuan (mongole), la dynastie Ming interdit aux navires chinois de s'engager dans le commerce d'outre-mer. Afin de maintenir le commerce international qui couvre la grande région de l'Asie du Sud au Japon et à la Corée, elle met en place des missions d'hommage rémunérées sous les noms de rois étrangers. À son apogée, la dynastie utilisent trois noms fictifs. Comme l'importance d'Okinawa dans le commerce international diminue, les noms « Sanhoku » et  »Sannan » cessent d'être utilisés. 

## Hypothèse tripartite
L'ethnologue Ōbayashi Taryō fait valoir que le récit de Sanzan consigné des siècles plus tard par Ryūkyū reflète l'idéologie tripartite que l'universitaire français Georges Dumézil trouve dans la religion proto-indo-européenne. Il assigne à Sanhoku la fonction militaire, à Chūzan la souveraineté et à Sannan la production.
Ōbayashi fournit deux types de preuves pour l'hypothèse tripartite. Les unes sont des justifications de l'unification par Shō Hashi. Celui-ci dépose le roi Bunei de Chūzan parce que ce dernier n'exerce pas correctement ses pouvoirs juridiques. Il se débarrasse ensuite du roi Han'anchi de Sanhoku, connu pour ses extraordinaires exploits militaires. Le livre d'histoire officielle Kyūyō reprend deux théories concernant la chute du roi Tarumi de Sannan. L'une veut qu'il a perdu le soutien du peuple en raison de son style de vie extravagant. Une autre histoire veut qu'il a perdu le soutien de la paysannerie après avoir échangé la force vitale de son domaine pour les paravents pliants peints en or de Shō Hashi. En d'autres termes, il a perdu son pays parce qu'il a renoncé à la source de sa productivité.
Un autre type de preuves concerne les regalia. Le trésor sacré de Sanhoku est un sabre japonais appelé Chiyoganemaru. Lorsque Sanhoku est sur le point de tomber, le roi Han'anchi, en colère contre l'incapacité de la lame sacrée à protéger son domaine, la jette à l'eau. Le trésor sacré de Sannan est un paravent pliant peint en or. On ne sait pas avec certitude quelle sorte de trésor possède Chūzan avant la prise de pouvoir de Shō Hashi. Ōbayashi prétend qu'un chant dans l'Omoro Sōshi peut être interprété comme la possession par Shō Hashi d'un tambour sacré alors qu'il est encore un chef local de Sashiki. L'Omoro Sōshi suggère que les tambours sacrés sont supposés donner des pouvoirs mythiques pour amener à contrôler les peuples.

## Source de la traduction
- (en) Cet article est partiellement ou en totalité issu de l’article de Wikipédia en anglais intitulé « Sanzan period » (voir la liste des auteurs).